# Scary Movie
Série Scary Movie
Scary Movie 2
(2001)
Pour plus de détails, voir Fiche technique et Distribution.
Scary Movie, ou Film de peur au Québec, est un film de comédie parodique d'horreur américain réalisé par Keenen Ivory Wayans, sorti en 2000.
Plusieurs films et séries de la fin des années 1990 sont parodiés, principalement les films Scream, Scream 2 et Souviens-toi… l'été dernier.
Le film aurait dû s'intituler « L'été dernier, j'ai crié parce qu'Halloween tombait le vendredi 13 » (« Last Summer I Screamed Because Halloween Fell on Friday the 13th ») mais a été changé en Scary Movie pour faire référence au nom original du film Scream. Scary Movie est le premier film d'une série de cinq films : Scary Movie 2 en 2001, Scary Movie 3 en 2003, Scary Movie 4 en 2006 et Scary Movie 5 en 2013.
Le film débute un soir, où une jeune fille reçoit un appel anonyme d'un psychopathe. Traquée dans sa maison, puis dans son jardin, elle finit par être tuée. Sa mort plonge ses camarades de lycée en plein cauchemar, d'autant qu'ils doivent désormais faire face à un tueur en série, caché parmi eux.
Malgré les critiques généralement mitigées des médias, le film a été un succès au box-office. Le film a rapporté 278 millions de dollars dans le monde entier pour un budget de 19 millions de dollars.
Il est considéré comme un film culte,,.

## Synopsis
Alors qu'elle allait regarder un film d'horreur, une jeune fille de 18 ans, Drew Becker (Carmen Electra), reçoit un appel d'un inconnu qui devient vite menaçant. Elle comprend vite que ce dernier est dans son jardin, en train de l'observer. Le tueur entre chez l'adolescente et la poursuit dans son jardin. Il la poignarde à la poitrine, lui enlevant un implant mammaire. Elle est renversée par la voiture de son père, qui ne l'a pas vue sur la route car sa femme était en train de le sucer abondamment. Le tueur l'achève.
En parallèle, Cindy Campbell (Anna Faris) est chez elle sur son ordinateur quand son copain, Bobby Prinze (Jon Abrahams) entre chez elle par la fenêtre. Le père de Cindy, Al Campbell (Rick Ducommun), vient voir dans la chambre de sa fille car il a entendu du bruit. Cindy le rassure, son père lui explique qu'il n'est pas là durant quelques jours à cause de ses trafics de drogue. Bobby, qui s'était caché en dessous du lit, apparaît et commence à embrasser Cindy. Alors qu'il allait lui toucher le vagin, il s'électrise les doigts à cause de la cage électrique que le père de Cindy a placée autour du bassin de cette dernière. Bobby s'en va alors.
Le lendemain, des journalistes sont devant le lycée où étudie Cindy. Elle est rejointe par ses amies Buffy Gilmore (Shannon Elizabeth), une adolescente riche, sexy et superficielle, et Brenda Meeks (Regina Hall), jeune femme au caractère très poussé. Les trois amies se demandent pourquoi il y a autant de journalistes. Le frère de Brenda, Shorty (Marlon Wayans), est interviewé par la journaliste Gail Hailstorm (Cheri Oteri) sur la relation qu'avait Shorty avec Drew. Il révèle qu'il l'a droguée pour pouvoir lui faire des pratiques sexuelles.
Les trois jeunes filles retrouvent Greg Phillipe (Lochlyn Munro), le petit ami de Buffy, et Ray Wilkins (Shawn Wayans), le petit ami de Brenda. Le groupe se pose sur une fontaine, où il est rejoint par Bobby, et parle du meurtre de Drew. Cindy émet une coïncidence entre la mort de Drew et cet épisode où, un an plus tôt, le groupe d'amis avait renversé et jeté à la mer un homme (qui était encore vivant).
Gail, ne trouvant aucun sujet, rencontre l'agent spécial Doofy Gilmore (Dave Sheridan) qui est le grand frère de Buffy. Ce dernier semble être handicapé mental. Pour avoir des informations sur l'affaire, la journaliste va pratiquer une fellation à Doofy.
Au lycée, chacun à leur tour, les élèves sont interrogés dans le bureau du principal Squiggman (David L. Lander) par le shérif Russell (Kurt Fuller). Pendant ce temps, Ray et Greg sont à la douche. Greg, seul, s'entraîne à la boxe contre son sac de boxe et en revenant des douches, il trouve une photo de son pénis qu'il trouve handicapant car trop petit. De retour à la fontaine, Buffy révèle que Drew était la baby-sitter de son frère Doofy et que ce dernier était tombé amoureux d'elle. Greg, croyant que Ray a mis la photo, veut se battre avec lui et dévoile la photo à ses amis qui se moquent de lui. Il passe à tabac Cindy et s'en va.
Un peu plus tard, Buffy participe à un concours de beauté. Cindy, Greg et Bobby l'accompagnent mais Greg est tué, égorgé par le tueur qui a profité de l'absence de Cindy et Bobby pour le tuer. Buffy, qui a vu la scène, se met à pleurer et demande l'aide du public qui croyait à une scène de théâtre. Mais, elle remporte le concours et oublie instantanément la mort de Greg.
Chez elle, Cindy reçoit un appel du tueur qui est caché derrière son canapé. Une course-poursuite se déroule alors entre les deux protagonistes. Cindy arrive à se cacher dans sa chambre et appelle la police au moment où le tueur part. Bobby arrive par la fenêtre et réconforte la jeune femme, mais il fait tomber son téléphone portable ainsi qu'un poignard et un masque. Cindy prend la fuite et est surprise par Doofy devant sa porte.
Au commissariat, Bobby est mis en garde à vue et Cindy part dormir chez Doofy et Buffy. Chez cette dernière, le tueur l'appelle et lui dit que ce n'est pas Bobby derrière le masque. Le tueur appelle aussi Shorty avec lequel il crie "Ça va ?" ("Waza", en version originale). Cindy apprend aussi que Doofy est au courant de l'incident survenu un an plus tôt (il a entendu une conversation entre sa sœur et Greg à propos de ça).
Le lendemain, Cindy pardonne Bobby de l'avoir soupçonné. Buffy, qui ignore les avertissements de Cindy à propos du tueur masqué, se fait décapiter dans les vestiaires. Bien que sa tête soit coupée, la jeune femme continue de parler et même après que le tueur a jeté la tête de l'adolescente dans une poubelle. Durant la nuit qui arrive, Brenda et Ray partent au cinéma voir le film Shakespeare in Love. Ray est poignardé dans l'oreille par un pénis tandis que Brenda, qui allait être tuée par l'assassin ayant pris place à côté d'elle, se fait poignarder à mort par les spectateurs présents dans la salle car cette dernière n'arrêtait pas de les déranger.
Le tueur attaque et tue aussi Lisa (Andrea Nemeth), la fayote de la classe de Cindy. Il poursuit Gail Hailstorm, qui était présente sur les lieux, et tue son caméraman, Kenny (Dan Joffre).
Pendant ce temps, Cindy organise une fête chez elle. Au cours de la fête, Bobby et Cindy ont des rapports sexuels, Cindy n'est donc plus vierge. Soudainement, le tueur, qui venait de tuer l'une des invités dans le garage, apparaît et donne un coup de poignard à Bobby, avant de disparaître rapidement. Cindy prend un pistolet qui était sur un meuble près de l'entrée. Bobby, blessé, apparaît alors. Shorty, qui vient du sous-sol et qui a fait ami-ami avec l'assassin, les informe que tous les invités ont fui la maison. Bobby prend l'arme et tire sur Shorty, révélant que sa blessure était une ruse élaborée et qu'il était le tueur. Ray arrive alors, blessé à l'oreille mais vivant et dévoile qu'il était l'un des deux tueurs.
Bobby et Ray font face à Cindy dans la cuisine et annoncent qu'ils vont la tuer elle et son père. Ils prévoient également de faire croire qu'ils sont des héros en se donnant des coups de poignard pour indiquer qu'ils se sont battus. Cependant, le plan échoue lorsque Ray frappe Bobby à plusieurs reprises, en colère parce que son spectacle préféré, Les Frères Wayans, a été annulé. Le véritable tueur arrive brusquement et tue Ray. Lui et Cindy se battent, mais Cindy le bat avec succès en employant des mouvements copiés de Matrix et l'envoie à travers une fenêtre. Cependant, le tueur disparaît avant l'arrivée de la police.
Au poste de police, Cindy et le shérif se rendent compte que Doofy, la seule personne qui connaissait l'accident de voiture, était le véritable tueur et que son handicap était faux. Malheureusement, Doofy s'est échappé avec Gail Hailstorm. En trouvant son déguisement jeté dans la rue, Cindy commence à crier, mais est renversée par une voiture.

### Scène inter-générique
Shorty énonce quelques règles pour survivre à un braquage de supérette, avant de braquer celle-ci avec ses amis et de s'enfuir.

### Scène post-générique
Doofy est dans sa chambre et discute avec son aspirateur au sujet de Gail Hailstorm. Alors que son aspirateur semble lui faire des avances, Doofy finit par céder et se masturbe avec celui-ci, puis l'aspirateur s'éteint de lui-même, rassasié, et l'écran devient noir.

## Personnages
- Cindy Campbell : Cindy Campbell est l'héroïne du film. Elle est la petite amie de Bobby. Cindy est une fille discrète et expansive mais très naïve. Son père, Al, est un trafiquant de cocaïne qui possède un haut réseau d'exportation de drogue en Colombie avec la famille Escobar. Elle est un des seuls personnages (avec Brenda) à apparaître dans les Scary Movie de façon récurrente. C'est un des personnages les plus aimés.
- Brenda Meeks : Brenda est la petite amie de Ray, la grande sœur de Shorty et la meilleure amie de Cindy. Elle a un fort caractère.
- Bobby Prinze : Bobby est le petit ami de Cindy. Il est déçu de l'attitude de Cindy face à la sexualité. Il est vite soupçonné d'être à l'origine des meurtres.
- Ray Wilkins : Ray est le petit ami de Brenda. Il est très BCBG, limite homosexuel, car il avoue avoir un faible pour quelques garçons, mais il aime beaucoup Brenda.
- Buffy Gilmore : Buffy est la meilleure amie de Cindy, la petite amie de Greg et la sœur de Doofy. Elle est connue au lycée, car elle est riche, superficielle et couche avec presque tous les garçons de l’école. Elle est très immature, voire écervelée. Elle est la seule à ne pas croire au meurtrier car elle croit que c'est son petit ami Greg qui leur a fait une blague.
- Greg Phillippe : Greg est le petit copain de Buffy. Il est le stéréotype du sportif athlète de base : tout dans le physique mais rien dans la tête. Greg est mauvais à l'école et semble ne pas être affecté par la situation.
- Agent Doofy Gilmore : Doofy est le frère de Buffy. Il travaille dans la police en tant qu'employé handicapé. Il a l'habitude de se masturber avec l'aspirateur, dans sa chambre lorsqu'il la nettoie.
- Drew Decker : Bombe blonde écervelée du lycée qui se fait tuer au début du film.
- Shorty Meeks : Shorty est le petit frère de Brenda. Gros consommateur de cannabis, fan de rap et assez idiot (conséquence de ses nombreux joints), ce qui le rend extrêmement drôle et attachant.
- Gail Hailstorm : Journaliste prête à tout pour connaitre le meurtrier de l'intrigue, allant même jusqu'à approcher l'agent Doofy de manière très explicite.

Le nom des personnages de Scary Movie ont souvent une consonance proche des noms des personnages ou des acteurs dont ils sont la parodie. Par exemple, le prénom de l’héroïne Cindy Campbell, se rapproche de Sidney, héroïne de Scream, alors que son nom de famille Campbell fait référence au nom de famille de Neve Campbell, l'actrice qui interprète Sidney à l'écran. Il en va de même pour le personnage de Drew Becker, parodiant le personnage de Casey Becker interprété à l'écran par l'actrice Drew Barrymore dont elle reprend le prénom.

## Fiche technique
Sauf indication contraire, les informations mentionnées dans cette section peuvent être confirmées par les bases de données cinématographiques IMDb et Allociné,  présentes dans la section « Liens externes ».
- Titre original et français : Scary Movie
- Titre québécois : Film de peur[6]
- Réalisation : Keenen Ivory Wayans
- Scénario : Phil Beauman, Jason Friedberg, Buddy Johnson, Aaron Seltzer, Marlon Wayans et Shawn Wayans
- Musique : David Kitay
  - Orchestration : Don Nemitz
  - Montage musical : Terry Wilson
- Direction artistique : Lawrence F. Pevec
- Décors : Robb Wilson King
- Costumes : Darryle Johnson
- Maquillage : Stan Edmonds
- Coiffure : Angelina P. Cameron
- Photographie : Francis Kenny
- Son : Sandy Berman, Tim Chau, Andy D'Addario
- Montage : Mark Helfrich
- Production : Eric L. Gold, Lee R. Mayes
  - Production (non créditée) : Keenen Ivory Wayans, Marlon Wayans et Shawn Wayans
  - Production déléguée : Cary Granat, Brad Grey, Peter Safran, Peter Schwerin, Bob Weinstein, Harvey Weinstein et Bo Zenga
  - Production associée : Robb Wilson King
  - Coproduction : Lisa Strode (Lisa Suzanne Blum)
  - Assistante de production : Andra Dalto
- Sociétés de production : Wayans Bros. Entertainment, Gold/Miller Productions et Brad Grey Pictures, présenté par Dimension Films
- Sociétés de distribution : Dimension Films (États-Unis) ; BAC Films (France) ; RCV Film Distribution (Belgique) ; Alliance Atlantis Communications (Canada)
- Budget : 19 millions de $[7]
- Pays de production :  États-Unis
- Langue originale : anglais
- Format : couleur (DeLuxe) - 35 mm - 2,39:1 (Panavision) - son DTS / Dolby Digital / SDDS
- Genre : comédie parodique d'horreur
- Durée : 88 minutes
- Dates de sortie[8] :
  - États-Unis, Québec : 7 juillet 2000[6]
  - France : 25 octobre 2000[9]
  - Belgique : 1er novembre 2000[10]
  - Suisse romande : 8 novembre 2000[11]
- Classification :
  - États-Unis : interdit aux moins de 17 ans (R – Restricted)[N 1]
  - France : interdit aux moins de 12 ans[12]
  - Belgique : tous publics (Alle Leeftijden)[10]
  - Suisse romande : interdit aux moins de 16 ans[13]
  - Québec : 13 ans et plus (langage vulgaire) (13+ / 13 years and over)[6]

## Distribution
- Anna Faris (VF : Barbara Villesange ; VQ : Violette Chauveau) : Cindy Campbell
- Jon Abrahams (VF : Damien Ferrette ; VQ : Antoine Durand) : Bobby Prinze
- Shawn Wayans (VF : Lucien Jean-Baptiste ; VQ : Daniel Lesourd) : Ray Wilkins
- Regina Hall (VF : Olivia Dalric ; VQ : Johanne Léveillé) : Brenda Meeks
- Shannon Elizabeth (VF : Laura Blanc ; VQ : Christine Bellier) : Buffy Gilmore
- Lochlyn Munro (VF : Boris Rehlinger ; VQ : Martin Watier) : Greg Phillippe
- Cheri Oteri (VF : Stéphanie Murat ; VQ : Natalie Hamel-Roy) : Gail Hailstorm
- Marlon Wayans (VF : Vincent Barazzoni ; VQ : François L'Écuyer) : Shorty Meeks
- Dave Sheridan (VF : Jean-Philippe Puymartin ; VQ : François Sasseville) : Doofy Gilmore
  - Dave Sheridan (VF : Loïc Houdré ; VQ : Éric Gaudry) : voix du tueur
- Carmen Electra (VF : Barbara Delsol ; VQ : Camille Cyr-Desmarais) : Drew Becker
- Dan Joffre (VF : Pascal Casanova ; VQ : Manuel Tadros) : Kenny
- Kurt Fuller (VF : Jean-Michel Farcy ; VQ : Hubert Gagnon) : le shérif Russell
- Jayne Trcka (VF : Bernard Métraux ; VQ : Joël Legendre) : Mlle Mann
- David L. Lander (VQ : Jacques Lavallée) : le directeur Squiggman
- Andrea Nemeth (VF : Aurélia Bruno ; VQ : Nathalie Coupal) : Lisa
- Frank B. Moore : le copain de Drew ("LoveSymbol")
- Mark McConchie : le père de Drew
- Karen Kruper : la mère de Drew
- Rick Ducommun (VF : Marc François ; VQ : Yves Corbeil) : Al Campbell
- Chris Wilding (VQ : Hugolin Chevrette) : le coloc de Shorty
- James Van Der Beek : Dawson Leery (non crédité)
- Reg Tupper (VF : Patrice Dozier) : le présentateur du concours de beauté
- Tanja Reichert (VF : Sybille Tureau) : Miss Congénitale
- Marissa Jaret Winokur : la victime dans le garage
- Trevor Roberts (VF : Emmanuel Garijo) : Dookie

Version française réalisée par Alter Ego ; direction artistique : Béatrice Delfe ; adaptation des dialogues : Olivier Peyon
Version québécoise réalisée par Cinélume ; direction artistique : Huguette Gervais ; adaptation des dialogues : Bérengère Rouard et Thibaud de Courrèges
 Source et légende : version française (VF) sur RS Doublage
 Source et légende : version québécoise (VQ) sur Doublage.qc.ca

## Parodies

### Films et séries TV
- Sixième Sens : Shorty est sous l'effet de la drogue sous une couverture et dit : « Je vois des morts partout ! »[16].
- Le Projet Blair Witch : la fille qui se fait tuer dans la voiture, le gros plan de la journaliste dans la forêt[16].
- Usual Suspects : la fin, la tasse, la transformation[17],[18]

## Origine et production
Le scénario a été développé par Shawn Wayans et Marlon Wayans avec Buddy Johnson et Phil Beauman, scénaristes de la sitcom Les Frères Wayans. Au même moment, Miramax développait une parodie de Scream scénarisée par Jason Friedberg et Aaron Seltzer. En raison d'une décision de la WGA, les six scénaristes ont été crédités, bien que Friedberg et Seltzer n'aient pas réellement travaillé sur le scénario filmé,.
Anna Faris était diplômée de l'Université de Washington et avait prévu de se rendre à Londres, mais elle a décidé d'aller à Los Angeles et après avoir rencontré des managers,[réf. nécessaire] elle a auditionné pour le film et a obtenu son premier emploi d'actrice. Keenen avait rejeté de nombreuses autres actrices et était prêt à tenter sa chance avec Faris malgré son manque d'expérience en raison de sa performance instinctive. Il a déclaré : « Elle avait cette innocence naturelle et était drôle.[réf. nécessaire] Jenny McCarthy et Melissa Joan Hart ont auditionné pour le rôle de Drew Decker, avant que Carmen Electra ne soit choisie.

### Tournage
Le tournage de Scary Movie a débuté en août 1999, et il s'est achevé en octobre 1999. Il s'est déroulé principalement à Vancouver, en Colombie-Britannique, et dans ses environs, au Canada. Ce choix offrait à la production des lieux variés et un environnement adapté aux besoins visuels du film parodique. Par exemple, des scènes ont été tournées au Vancouver Technical Secondary School, transformé en « BA Corpse High School », et dans le village pittoresque de Steveston Harbour à Richmond, utilisé pour des séquences clés.
Les maisons des personnages principaux, notamment celle de Cindy et celle de Drew, se trouvent à Aldergrove et Langley, deux localités de la région de Vancouver. Ces lieux étaient idéaux pour recréer l'esthétique des films d'horreur des années 90 tout en apportant une touche de modernité visuelle au film.

## Sortie et accueil

### Accueil Critique
Scary Movie a reçu des critiques mitigées de la part des critiques. Sur l'agrégateur de critiques Rotten Tomatoes, le film détient un taux d'approbation de 51 % sur la base de 117 critiques, avec une note moyenne de 5,50/10. Le consensus critique du site Web se lit comme suit : « Les critiques disent que Scary Movie surfait sur la crudité et la grossièreté pour faire rire. »  Sur Metacritic, le film a reçu une note de 48 sur la base de 32 critiques, indiquant des « critiques mitigées ou moyennes ».
Les audiences interrogées par CinemaScore ont donné au film une note moyenne de « B− » sur une échelle de A+ à F.
Joe Leydon de Variety a déclaré que le film était « sans limite de goût, d'inhibition ou de rectitude politique » et que « les limites extérieures de la respectabilité classée R sont étirées, voire déchiquetées ». Leydon a conclu que le film est « pratiquement assuré de vous faire rire jusqu'à ce que vous ayez honte de vous-même ».  Roger Ebert a donné au film trois étoiles sur quatre, affirmant qu'il « livre la marchandise », qualifiant le film d'« attaque rauque et satirique contre les films d'horreur ». Cependant, Ebert a critiqué le film pour ne pas être aussi innovant que d'autres films, affirmant qu'il manquait « de l'impact choquant de Y a-t-il un pilote dans l'avion ? , qui avait l'avantage d'innover ».
Bob Longino de The Atlanta Journal-Constitution a estimé que l'humour grossier du film nuisait au film, affirmant que Scary Movie « plonge si profondément dans l'humour de mauvais goût qu'il est étonnant qu'il ait obtenu une classification R au lieu d'une NC-17».  D'autres critiques, comme AO Scott du New York Times , ont fait valoir que les blagues étaient « moins ennuyeuses par leur vulgarité que par leur lassitude ». Scott a fait remarquer que « les fumeurs de marijuana sur le canapé, le sexe en prison, les profs de gym masculines, ces publicités Whasssup Budweiser - tout cela n'a-t-il pas été fait à mort ? »
Peter Howell du Toronto Star écrit que le film « ne se contente pas de pousser les limites du dégoût, il plie, déforme, mutile et envoie le tout à votre mère ». Il ajoute cependant que « Scary Movie a un côté méchant qui annihile une grande partie de l'humour. De nombreuses blagues sont tout simplement sexistes, racistes, homophobes, violentes... et pas drôles. Une scène où une femme est jetée à terre par un homme en colère qui se met ensuite à lui donner des coups de pied est écœurante à regarder. L'utilisation fréquente de blasphèmes dans le film semble également gratuite, même selon ces critères, mais ce n'est peut-être pas le sujet. Au moment où vous réalisez que le nombre de mots de quatre lettres est élevé, l'intrigue elle-même est devenue répétitive et forcée ».
Roger Ebert a fait remarquer dans sa critique que « pour en avoir pour son argent, il faut être familier avec les différentes franchises d'horreur pour adolescents »[réf. nécessaire].

### Box-office
Le film Scary Movie, sorti en juillet 2000, a connu un énorme succès commercial et a marqué un tournant dans le genre de la comédie parodique,,.
Ouverture aux États-Unis : Scary Movie a rapporté 42,3 millions de dollars lors de son premier week-end, se hissant directement à la première place du box-office. Il s’agissait à l'époque d'un record pour un film classé "R" (interdit aux moins de 17 ans non accompagnés).
Le film a bénéficié d’un excellent bouche-à-oreille grâce à son humour décalé et ses nombreuses références à des films d’horreur populaires comme Scream ou Souviens-toi... l'été dernier.
Scary Movie est devenu le film parodique le plus rentable de son époque. Ce succès a permis de lancer une franchise, avec plusieurs suites, bien que les recettes et critiques des volets suivants aient été inégales.
Avec ces chiffres, Scary Movie est non seulement un grand succès financier, mais également un phénomène culturel qui a influencé le cinéma parodique pendant des années.
Recettes
- Nombre d'entrées en France : 3 773 151
- Recettes aux États-Unis : 157 019 771 $
- Recette internationales : 121 000 000 $
- Recettes mondiales : 278 019 771 $

## Éditions en vidéo
En France, le film Scary Movie est sorti en DVD le 12 décembre 2000, en Blu-ray le 10 octobre 2012, ainsi qu'en VOD le 23 février 2017.
À l'époque de sa sortie en DVD et VHS (avant la popularité du Blu-ray), le film a connu un immense succès dans le marché des vidéos à domicile. Les comédies populaires de ce type avaient souvent une forte rentabilité en supports physiques,.
Certains rapports estiment que les ventes de DVD/VHS pour des films aussi réussis que Scary Movie représentaient entre 20 % et 50 % des recettes box-office, ce qui pourrait placer les revenus des supports physiques autour de 50 à 100 millions de dollars, bien que ce soit une estimation et que le Blu-ray ait été introduit bien plus tard.

## Bande originale
Liste des pistes,,
La bande originale de Scary Movie contient une variété de morceaux issus de plusieurs genres. Voici les principales chansons incluses dans le film et sa bande originale officielle :
- 1. Too Cool for School - Fountains of Wayne
- 2. The Inevitable Return of the Great White Dope - Bloodhound Gang
- 3. Stay - Radford
- 4. The Only Way to Be - Save Ferris
- 5. My Bad - Oleander
- 6. Punk Song #2 - Silverchair
- 7. Everybody Wants You - The Unband
- 8. Superfly - Bender
- 9. I Wanna Be Sedated - Ramones
- 10. Scary Movies (Sequel) - Royce da 5'9"
- 11. All About U - Tupac Shakur feat. Nate Dogg, Top Dogg, and Dru Down
- 12. I Want Cha - Black Eyed Peas
- 13. What What - Public Enemy
- 14. Feel Me - Rah Digga, Rampage, and Rock
- 15. I'm the Killer (Killer Rap) - Lifelong & Incident.

L’album de la bande originale a été publié le 4 juillet 2000 par TVT Records et dure environ 55 minutes. Si vous souhaitez écouter ou acheter cet album, il est disponible sur des plateformes comme Spotify et Amazon. Les musiques instrumentales ont été composées par David Kitay,,,,,,.

## Distinctions
Source : Internet Movie Database et Allociné

### Récompenses
2000
- Goldene Leinwand : Écran d'or
- Prix Bogey : Prix Bogey d’argent[N 2]
- Teen Choice Awards : Teen Choice Award du meilleur film de l'été

2001
- Blockbuster Entertainment Awards : Blockbuster Entertainment Award de l'actrice de second rôle féminin préférée dans un film de comédie pour Cheri Oteri
- BMI Film and TV Awards : BMI Film Music Award pour David Kitay
- MTV Movie & TV Awards : MTV Movie Award du meilleur caméo dans un film pour James Van Der Beek
- Nielsen/EDI Gold Reel Awards : Gold Reel Award

### Nominations
2000
- The Stinkers Bad Movie Awards : note humoristique la moins drôle

2001
- Blockbuster Entertainment Awards :
  - Acteur préféré dans un film de comédie pour Marlon Wayans
  - Acteur préféré dans un film de comédie pour Shawn Wayans
- MTV Movie & TV Awards :
  - Meilleure révélation féminine de l'année pour Anna Faris
  - Meilleur baiser pour Jon Abrahams et Anna Faris
- Taurus World Stunt Awards : meilleure cascade automobile pour Leslie McMichael et Yves Cameron

### Sélections
- Festival du cinéma américain de Deauville 2000 : premières - hors compétition pour Keenen Ivory Wayans